# Zebrahead
Zebrahead é uma banda de Orange County (E.U.A.), cujo tipo de música é pop punk e que foi formada em La Habra, Califórnia.

## História

### Anos iniciais
A banda foi formada em 1996 pelo vocalista/guitarrista Justin Mauriello (inicialmente da banda Once There), guitarrista Greg Bergdorf (inicialmente da banda 409), baixista Ben Osmundson (inicialmente da banda 3-Ply), e baterista Ed Udhus (inicialmente da banda 409). Estes quatro membros, cujas bandas iniciais partilhavam o mesmo sítio onde praticavam, encontraram-se experimentando tipos de sons diferentes e bastou isso para criar uma ligação de amizade. Depois de chegar à conclusão de que queriam ver quais as suas opções musicais e analisa-las, Greg, Justin, Ben e Ed largaram as suas bandas antigas e a banda Zebrahead nasceu.
Este grupo inspirou-se em bandas como Fugazi e The Descendents, mas encontraram a contrariedade do estilo ska-punk que flutuava pelos ares de O.C. e assim começaram a incorporar elementos de hip-hop no seu som, e assim recrutaram o rapper Ali Tabatabaee.

### Carreira profissional
Depois de lançarem o seu EP auto-intitulado Zebrahead em nome da produtora Doctor Dream Records em Maio de 1998, Zebrahead assinaram com uma grande produtora chamada Columbia Records para finalmente lançarem o seu primeiro álbum Waste of Mind, que apareceu nesse mesmo ano. O álbum seguinte Playmate of the Year foi lançado em 2000 seguido do EP Stupid Fat Americans que foi exclusivo só para o Japão.
Zebrahead partiu para a Europa com o Green Day para espalhar a palavra sobre os seus álbuns e chegou a tocar em vários festivais. Com o passar dos anos conseguiram partilhar palcos com bandas como Less Than Jake, Kottonmouth Kings, 311, MxPx, Reel Big Fish, Unwritten Law e Goldfinger.
Três anos depois, 2003, foi lançado um novo álbum intitulado MFZB (a.k.a. Mother Fucking Zebrahead Bitch!), que a banda passou bastante tempo a fazer promoções no Japão onde esse álbum atingiu o ouro. Zebrahead conseguiu performar em grandes festivais como por exemplo Summer Sonic Festival e Punkspring, e também foram cabeça de cartazes noutros shows também no Japão.

### Mudança no quinteto
Depois da sua viagem promocional no Japão em 2004 o vocalista/guitarrista Justin Mauriello saiu do grupo em busca de outros interesses musicais. A notícia da saída de Mauriello foi feita através do site oficial da banda em Dezembro de 2004. A sua saída afectou os fãs já que a combinação entre ele e o vocalista/rapper Tabatabaee era crucial para o som da banda. Nesse mesmo mês Matty Lewis (inicialmente da banda Jank 1000) recebeu uma chamada por parte do produtor dos Zebrahead, Todd Singerman (que também tinha sido produtor da banda Jank 1000), e informou-o que Zebrahead estava à procura de um novo segundo vocalista. Lewis partiu para Califórnia para ingressar na banda, e depois dos quatro membros iniciais o verem em acção ficaram bastante impressionados e assim o oficializaram como segundo vocalista da sua banda. Depois deste entrar foi feito um show "secreto" na Anaheim House of Blues em 12 de Março de 2005.

### Broadcast to the World
Depois de dois anos do seu lançamento Zebrahead agora com um novo vocalista lançou o seu quinto álbum Broadcast to the World a 22 de Fevereiro de 2006 no Japão. O CD teve grande sucesso chegando ao ouro em apenas um mês.
Depois da sua tour pela Europa e Reino Unido no início de Junho de 2006 (incluindo uma actuação no festival anual Download Festival), Zebrahead passou o resto do verão num outro festival na América chamado Warped Tour. Durante este tempo o seu álbum Broadcast to the World foi lançado a 3 de Julho na Europa através da empresa musical Alemã SPV. Finalmente em 24 de Outubro de 2006 o álbum foi lançado nos EUA e Canadá através da empresa musical ICON MES. No resto de 2006 a banda passou o resto do seu tempo numa tour pela Europa e pela América tendo essa tour o nome Broadcast To The World tour.
Em Março de 2007 a banda tirou dois meses para começar a escrever novas músicas para um novo álbum que ainda não tinha nome designado. Depois a banda voltou a uma tour pela Europa em May partilhando a cabeça de cartaz com os MxPx e de seguida outra pelo Reino Unido. Em Junho-Julho desse mesmo ano, Zebrahead fez uma tour pela América dando apoio às bandas Unwritten Law e Bullets and Octane. Com o fim dessa tour Zebrahead voltou aos estúdios para escrever mais material novo para o seu novo álbum que tinha um lançamento definido para Fevereiro de 2008.

### Eventos actuais e futuros
Recentemente, depois de vários usuários habituais do MFZB.com pedirem actualizações por parte da banda, já que o seu período de silêncio continuava a prolongar-se, Zebrahead respondeu ao postar um vídeo no Youtube que foi prometido como o "primeiro de muitos". O vídeo falava do processo de escrita e gravação.
Em Outubro de 2007 o Reino Unido viu os Zebrahead a regressarem ao festival Get Happy Tour onde partilharam o palco com Army of Freshmen, The Bloodhound Gang e Bowling For Soup. No resto de 2007 a banda continuou a escrever músicas para o novo álbum.
Em Março de 2008 a banda entrou no estúdio e gravou 18 músicas para o seu novo álbum. As primeiras duas músicas incluindo "Art Of Breaking Up" foram gravadas com Howard Benson, enquanto as outras 16 foram gravadas com Cameron Webb. Zebrahead lançou vários clipes mostrando o processo de gravação nesse mesmo mês.
O Reino Unido e a Europa viu em Junho o regresso de Zebrahead para serem cabeças de cartaz de algumas tours e participar em certos festivais incluindo Download, Leeds Slam Dunk Festival e Greenfield Festival. Várias músicas do novo álbum foram tocadas.

### Phoenix
A 17 de Maio de 2008 foi lançado através do MySpace da banda o nome do novo álbum, e esse seria "Phoenix". Um dia depois, Zebrahead Blog Postcards From Hell revelou que o primeiro single do álbum seria uma música chamada "Mental Health" e que o seu videoclipe seria dirigido pelo Elliot Dillman da Pandaworks.
Enquanto muitos detalhes do novo álbum ainda são desconhecidos, o seguinte já foi confirmado:
- O álbum será lançado a 9 de Julho de 2008 no Japão, a 5 de Agosto de 2008 nos EUA e a 4 de Agosto de 2008 no Reino Unido e na Europa.
- As musicals "Art Of Breaking Up", "Mental Health" e "Be Careful What You Wish For" estão incluidas.
- O design do CD será criado pelo Oxen Art (Shawn Harris dos The Matches e Emilee Seymour).
- A versão americana do CD terá 16 músicas e até agora uma música bónus ainda não anunciada, enquanto que a versão Européia terá 17 músicas (1 bónus track). A versão japonesa terá duas bónus tracks dando o total de 18 músicas.
- "Mental Health" será o primeiro single do álbum.
- O álbum está a ser produzido por Cameron Webb e Howard Benson.

## Membros

### Membros actuais

#### Ali Tabatabaee
Ali Tabatabaee nasceu a 27 de Fevereiro de 1973 e é um dos principais dos vocalistas da banda Zebrahead. Ele é originalmente de Teerã no Irã mas foi para a Califórnia onde frequentou a escola de La Habra onde conheceu os outros membros da banda. Ele diz que as suas bandas favoritas são A Tribe Called Quest, System of a Down, N.W.A. e MC Gazza D.
Ele aparece no DVD da banda Reel Big Fish "You're All In This Together" na música "Unity" (original da banda Operation Ivy)
Devido ao grande crescimento de popularidade de Zebrahead no Japão, Ali Tabatabaee e o outro vocalista Matty Lewis foram convidados pela SEGA para estes gravarem os vocais da nova música intitulada "His World", que aparece no jogo de 2006 do personagem Sonic the Hedgehog para a Xbox 360 e PlayStation 3.

#### Matty Lewis
Matty Lewis nasceu a 8 de Maio de 1975 e é vocalista/guitarrista na banda Zebrahead, nasceu em Papillion (Nebraska). Matty começou a tocar guitarra desde muito cedo e aos 11 anos de idade já compunha músicas.
Em Omaha aos 22 anos de idade, este formou uma banda chamada Jank 1000 com o baixista Danny Isgro e baterista Jake Horrocks. Juntos os três produziram dois álbuns independentes; Suburban Punks Are Go!! em 1999 e My Love Notes And Her Death Threats em 2000. Ambos os álbuns chegaram ao topo da lista local em Omaha, incluindo frequantes passagens na rádio do seu single "Misty 540". A banda cresceu muito rapido e tornou-se uma forte componente na cena punk de Omaha.
Durante o Verão de 2001, Jank 1000 assinaram um contrato com Todd Singerman e Singerman Entertainment (Motörhead, Zebrahead, Sepultura…). Depois de substituir Horrocks por Albert Kurniawan, o trio saiu em tour para a California, tocando em clubes e pequenos shows e também tocaram à volta de Los Angeles. Jank 1000 ficaram um pouco mais conhecidos quando este participaram na Vans Warped Tour de 2002. Naquele sucesso moderado na costa oeste, a banda decidiu chamar ao sul californiano a sua casa. No ano seguinte, a banda desfez-se quando iam começar a gravar o seu terceiro álbum. Os membros seguiram os seus caminhos separados e Jank 1000 estava oficialmente extinto.
A quilômetros de casa e sem banda, Lewis aproveitou o seu curso de professor (Dana College - Blair, Nebraska 1998) e deu aulas na area de Washington D.C e Las Vegas. Entretanto ele continuou a escrever música e continuou a tocar nalguns bares acusticamente, enquanto que regravava algumas músicas de Jank 1000 em 2003 e 2004. Em Dezembro de 2004, Lewis recebeu um telefonema de Singerman, manager dos Zebrahead e este informou-o que Zebrahead estava à procura de um novo segundo vocalista. Lewis partiu para Califórnia para ingressar na banda, e depois dos quatro membros iniciais o verem em acção ficaram bastante impressionados e assim o oficializaram como segundo vocalista da sua banda. Depois deste entrar foi feito um show "secreto" na Anaheim House of Blues em 12 de Março de 2005.
Matty é casado e vive em Las Vegas (NV).

#### Ed Udhus
Ed Udhus nasceu a 5 de Setembro de 1969 e é o baterista da banda Zebrahead. Ele é um dos fundadores da banda e juntamente com o outro membro da banda Greg Bergdorf eles tocavam numa banda chamada 409 antes de criar Zebrahead.
Enquanto estava em turnê, em agosto de 2006 no Japão, a sua mulher deu à luz sua primeira filha Lucy.

#### Ben Osmundson
Ben Osmundson nasceu a 13 de Março de 1972 e é o baixista da banda Zebrahead. Antes da sua carreira nesta banda, Osmundson estava na banda 3-Ply por dois anos pela qual lançou um "Vinyl EP", um CD e uma videoclipe.
Dan Palmer 

#### Dan palmer
Dan Palmer (nascido em 14 de agosto de 1978), que é originalmente de Sheffield, South Yorkshire, Inglaterra, é um guitarrista inglês e agora vive em Whittier, Califórnia, Estados Unidos. Ele atualmente é o guitarrista principal de Death By Stereo (desde outubro de 1999) e Zebrahead desde 2013 depois de Greg Bergdorf deixar a banda. Ele está usando as guitarras Fernandes há muito tempo.

### Membros antigos
- Justin Mauriello - Vocalista/Guitarrista (1996 - 2004) Ele começou a banda I Hate Kate em 2004, enquanto ainda estava no Zebrahead, E em junho de 2010 A Banda mudou de I Hate Kate para  Darling Thieves
- Greg Bergdorf -guitarra, vocal de apoio  (1996–2013)

## Zebrahead na cultura popular
Durante os anos, Zebrahead tem tido o seu trabalho integrado com outros temas da cultura popular. As mais notáveis são as seguintes, em ordem cronologica:
- Em 1998, a banda, sem qualquer credito, providenciou instrumentalmente para Lemmy na nomiação de Grammy a cover do Metallica "Enter Sandman" (ECW: Extreme Music).
- Em 1998, a música "Jag Off" foi passada na comédia de David Spade: Lost and Found.
- Na comédia/terror Idle Hands onde Devon Sawa, Jessica Alba e Seth Green eram estrelas, a música "Mindtrip" do seu primeiro álbum passou de fundo.
- A música "Playmate Of The Year" apareceu no filme "Dude, Where's My Car?" no ano de 2000.
- Parte da música "Now or Never" tocou no filme Little Nicky no ano de 2000.
- Parte da música "Runaway" (In another town, With the same old Bacardi) é usado num cartaz comercial da Bacardi.
- A música "Check" faz parte da trilha sonora de um dos maiores vídeo-jogos de skate do mundo, "Tony Hawk's Pro Skater 3" para PlayStation, PlayStation 2, Xbox e Nintendo GameCube (ano 2001).
- "Now or Never" aparece em 2001 no filme de Warren Miller - "Cold Fusion".
- "I Am" aparece em 2002 no fime de Warren Miller - "Storm".
- Duas músicas "Falling Apart" e "Alone" fazem parte da trilha sonora do videojogo WWE SmackDown vs. Raw para PlayStation 2 e WWE Day of Reckoning para Nintendo GameCube (ano 2004).
- A banda teve também as músicas "Falling Apart" e "Rescue Me" em 2004 no videojogo S.L.A.I. (Steel Lancer Arena International), assim como um exclusivo japonês "Are You For Real?", para a PlayStation 2.
- A música "Lobotomy For Dummies", aparece no jogo FlatOut 2 em 2006.
- Em 2006, duas músicas do álbum Broadcast to the World aparecem no videojogo "the Fast and the Furious", elas são "Wake Me Up" e "The Walking Dead". O jogo foi lançado para Playstation 2 e Sony PSP.
- Em 2006 a banda grava a música de entrada "With Legs Like That", que é usada pela DIVA Maria da WWE, esta música também aparece no CD da WWE "WWE Wreckless Intent Album".
- Devido à crescente popularidade de Zebrahead no Japão, Ali Tabatabaee e o outro vocalista Matty Lewis, em 29 de Agosto de 2006, foram convidados pela SEGA para estes gravarem os vocais da nova música intitulada "His World", que aparece no último jogo do Sonic The Hedgehog para Xbox 360 e PlayStation 3. Pouco depois, a 19 de Setembro de 2006, toda a banda gravou uma alternativa à música da SEGA, conhecida entre os fãs como "His World (Zebrahead Version)". Esta versão assemelha-se mais ao trabalho de Zebrahead. Ambas as músicas aparecem no CD "True Blue: The Best of Sonic the Hedgehog."
- Um poster "MFZB" aparece numa cena do filme Superbad (ano 2007).

## Discografia
Álbuns de estúdio
- Zebrahead (1998)
- Waste of Mind (1998)
- Playmate of the Year (2000)
- MFZB (2003)
- Waste of MFZB (2004)
- Broadcast to the World (2006)
- Phoenix (2008)
- Panty Raid (2009)
- Get Nice!  (2011)
- Call Your Friends  (2013)
- Walk the Plank (2015)

EP
- Stupid Fat Americans (2001)
- Not the New Album EP (2008)

## Singles
- "Get Back" (1998)
- "The Real Me" (1999)
- "Feel This Way" (Exclusivo Japão) (1999)
- "Playmate of the Year" (2000)
- "Now Or Never" (Exclusivo Japão) (2001)
- "Into You" (Exclusivo Japão) (2003)
- "Rescue Me" (2004)
- "Hello Tomorrow" (2005)
- "Are You For Real?" (Exclusivo Japão) (2004)
- "Anthem" (2006)
- "Postcards From Hell" (2006)
- "Broadcast To The World" (2007)
- "Mental Health" (2008)
- "Blackout" (2011)
- "Ricky Bobby" (2011)
- "Get Nice!" (2011)

### Videoclipes
- Get Back (1998)
- Playmate Of The Year (2000)
- Into You (2003)
- Rescue Me (2003)
- Hello Tomorrow (2004)
- Are You For Real? (2004)
- Anthem (2006)
- Postcards From Hell (2006)
- Broadcast To The World (2006)
- Karma Flavored Whisky (2007)
- Mental Health (2008)
- Hell Yeah! (2008)
- The Juggernauts (2009)
- Blackout (2011)
- Call Your Friends (2013)
- I'm Just Here for the Free Beer (2013)
- Sirens (2013)
- Automatic (2014)

## Videografia
| Informação do DVD |
| --- |
| MFZB - The DVD - Banzai Mother F**ker! - Data de Lançamento: 22 de Outubro 2003 - Produtora: Sony BMG - Tempo: 40 min - Conteúdo: Get Back (Video Clip), Playmate Of The Year (Video Clip), Into You (Video Clip), Into You (Live Only Clip) e uma diário da sua tour pelo Japão.                    |
| The Show Must Go Off! Zebrahead Live At The House Of Blues - Data de Lançamento: 4 de Maio 2004 - Produtora: Kung Fu Records - Tempo: 85 min - Conteúdo: Inteiro set na the House Of Blues ao vivo, Comentários da banda, Extras, Multi-Anglos, Galeria de Fotos, Links e Legendagem Inglês/Japonês. |
| Blood, Sweat & Beers!!! Live In Tokyo, Japan August 8th 2004 - Data de Lançamento: 13 de Setembro 2005 - Produtora: Lançamento Independente - Tempo: N/A - Conteúdo: Inteiro set em Tokyo ao vivo, Aparecimento na TV Italiana (Get Back ao vivo), Slide Show, Fotos de Japão e Extras Secretos.     |
| Broadcast to the World: THE FUCKING DVD - Data de Lançamento: 16 de Dezembro 2007 - Produtora: Independent Release - Tempo: N/A - Conteúdo: Videoclips de Broadcast To The World, Cenas ao vivo, filmes caseiros.                                                                                    |